# Przystań morska „Molo” w Sopocie

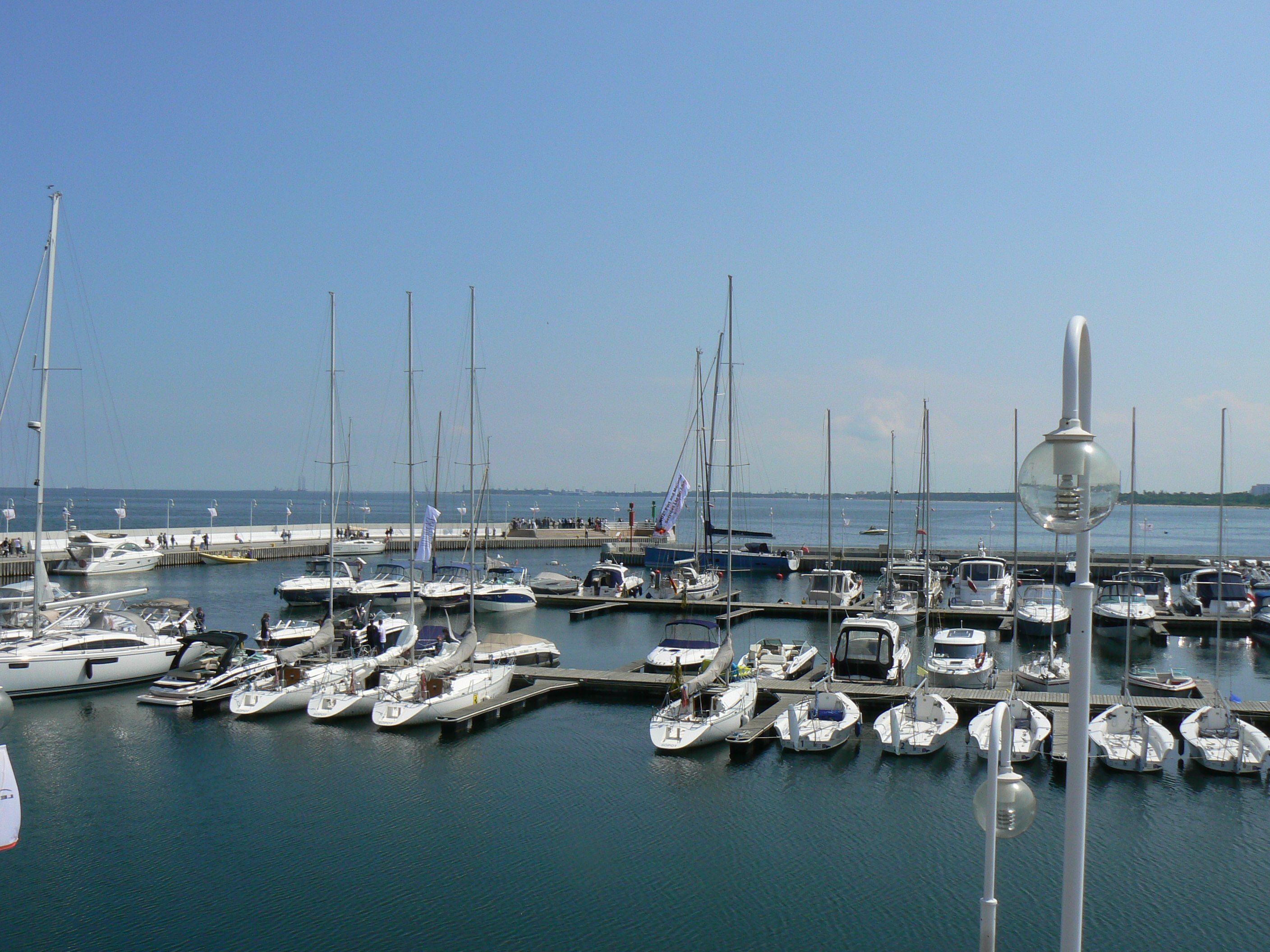
Przystań morska „Molo” w Sopocie

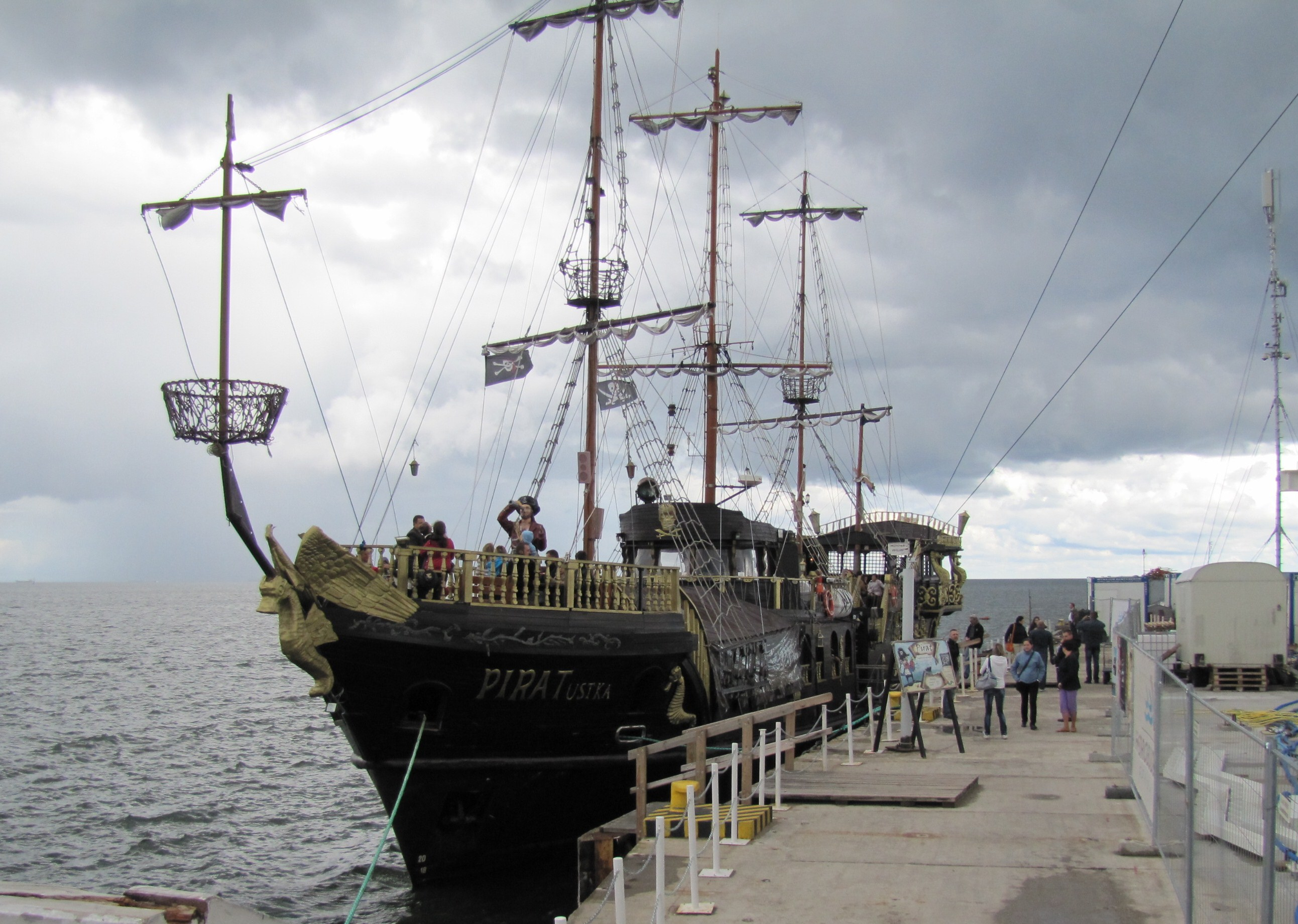
Statek wycieczkowy „Pirat” przy nabrzeżu pasażerskim

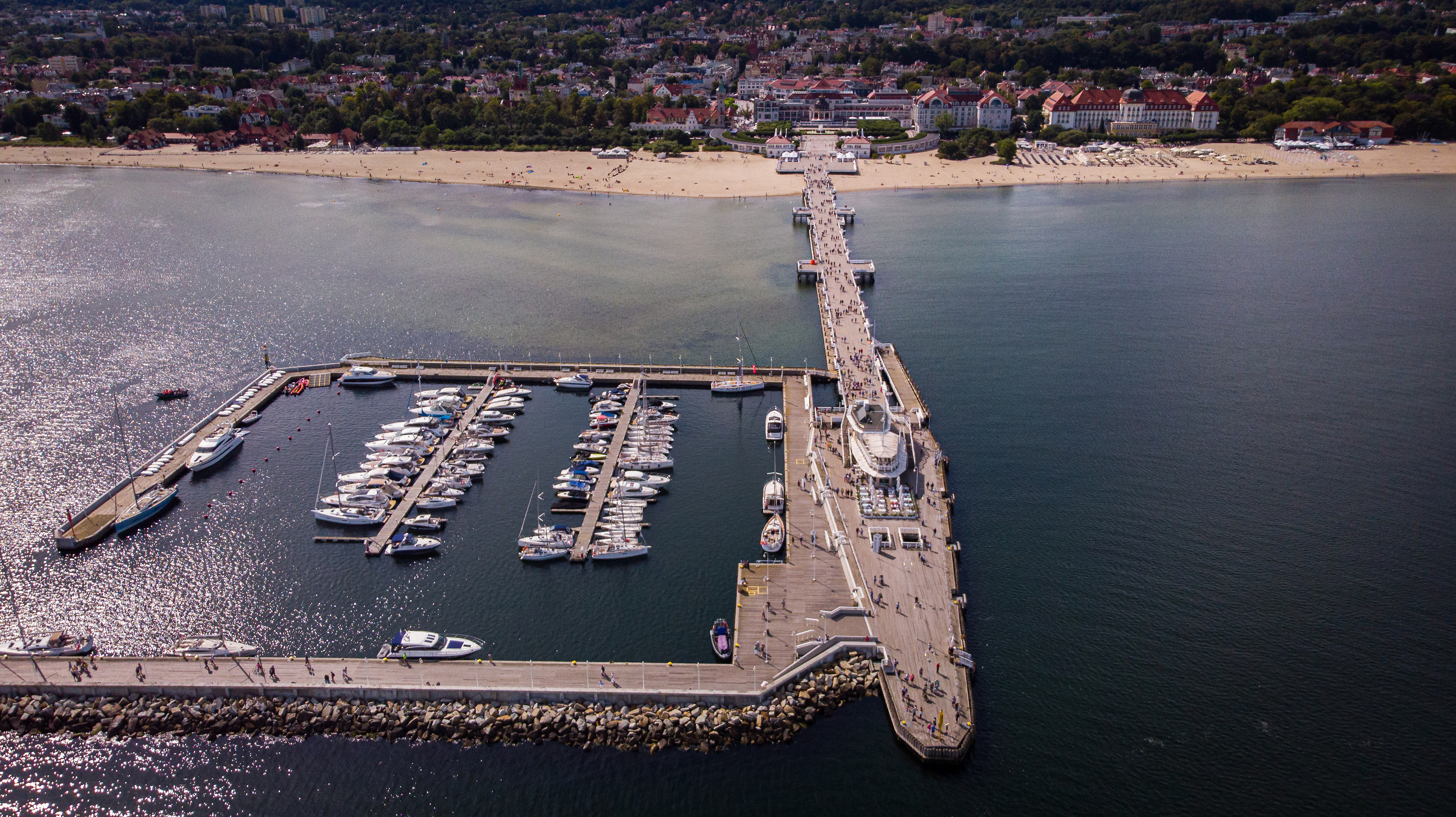
Widok lotniczy przystani (po lewej) i mola

Przystań morska „Molo” w Sopocie – przystań morska nad Zatoką Gdańską, zlokalizowana przy molo w Sopocie.
Przystań morska składa się z sezonowej mariny dla jachtów oraz przystani pasażerskiej na głowicy mola. Na obszarze przystani znajduje się budynek bosmanatu z zapleczem sanitarnym. Jedyne dojście do przystani prowadzi przez molo.

## Marina
Przystań żeglarska może pomieścić 103 jachty. Posiada 40 miejsc dla większych łodzi o długości 10–14 m oraz 63 miejsca dla łodzi do 10 m. Marina prowadzi sezonową działalność od 1 kwietnia do 31 października. 

## Przystań pasażerska
Przystań morska „Molo” ma sezonowe połączenie z portem morskim w Helu obsługiwane przez promy wodne. Ponadto z przystani wypływają rejsy widokowe. 

## Administracja
Podmiotem zarządzającym portem jest spółka Promarina Management Polska. Administratorem przystani jest Urząd Morski w Gdyni, który utrzymuje infrastrukturę zapewniającą dostęp do przystani.
Marina jest pierwszą na tym wybrzeżu przystanią komercyjną, nie subsydiowaną przez samorząd.

## Historia
Przystań morska w Sopocie została ustalona w 2005. Budowa przystani żeglarskiej oficjalnie rozpoczęła się 11 marca 2010. W marinie przygotowano miejsce do cumowania ponad 100 jachtów. Wartość inwestycji wyniosła ponad 65 mln zł. Marina została otwarta oficjalnie 6 lipca 2011.
W marcu 2018 ogłoszono przetarg na rozbudowę mariny, rozstrzygnięty dopiero po 2 latach, kiedy wykonawcą wartych ponad 3,2 mln zł (przy dofinansowaniu ze środków UE w wysokości 80%) prac została Hydrobudowa Gdańsk. W ramach inwestycji powstaną: ponad 100 m pomostu pływającego przy ostrodze mola wraz z wyposażeniem, pawilon z zapleczem socjalnym (sanitariat, szatnia, przechowywanie sprzętu) oraz nowy slip (rampa do wodowania jednostek); przewidywane jest także pogłębienie toru podejściowego do pływającego pomostu.